# Kopparstjärtad stare
Kopparstjärtad stare (Hylopsar cupreocauda) är en fågel i familjen starar inom ordningen tättingar.

## Utseende och läte
Kopparstjärtad stare är en liten stare med en kort och tvärt avskuren stjärt och tydligt ljusa ögon. I dåligt ljus kan den verka helsvart, men uppvisar vanligen ett lilafärgat huvud, medan resten av kroppen är svart med blå glans. Den hittas i samma miljöer som praktglansstaren, men är mycket mindre, med kortare och smalare stjärt. Bland lätena hörs nasala visslingar och gnissliga toner. 

## Utbredning och systematik
Fågeln förekommer från Sierra Leone till Ghana. Den behandlas som monotypisk, det vill säga att den inte delas in i några underarter.

## Levnadssätt
Kopparstjärtad glansstare hittas i låglänt regnskog, galleriskog och i skogskanter. Den ses ofta i smågrupper.

## Status
Arten tros minska relativt kraftigt till följd av skogsavverkningar för timmer och jordbrukets expandering. Beståndet uppskattas till mellan 100 000 och en halv miljon vuxna individer. IUCN kategoriserar arten som nära hotad.